# Cerro Macanao
Cerro Macanao (alternativamente Cerro San Francisco) es el nombre que recibe una de las montañas más elevadas del Estado Nueva Esparta al nororiente del país sudamericano de Venezuela.
Constituye el punto más alto de la Península de Macanao que representa a la vez un accidente geográfico y un municipio en la Isla de Margarita. Alcanza los 742 metros sobre el nivel del mar.
Se localiza al oeste del Cerro Temblador y del Cerro Risco Blanco, al este del Cerro Soledad y el Cerro El Purgatorio y al norte del Cerro Colorado. El nombre Macanao es de origen indígena que según la leyenda, significa «tierra de las macanas». A pesar de que la isla es conocida principalmente por la belleza de sus playas en esta parte es posible hacer turismo de montaña. El cerro fue visitado por el explorador alemán Alejandro de Humboldt en su travesía entre 1799 y 1804.

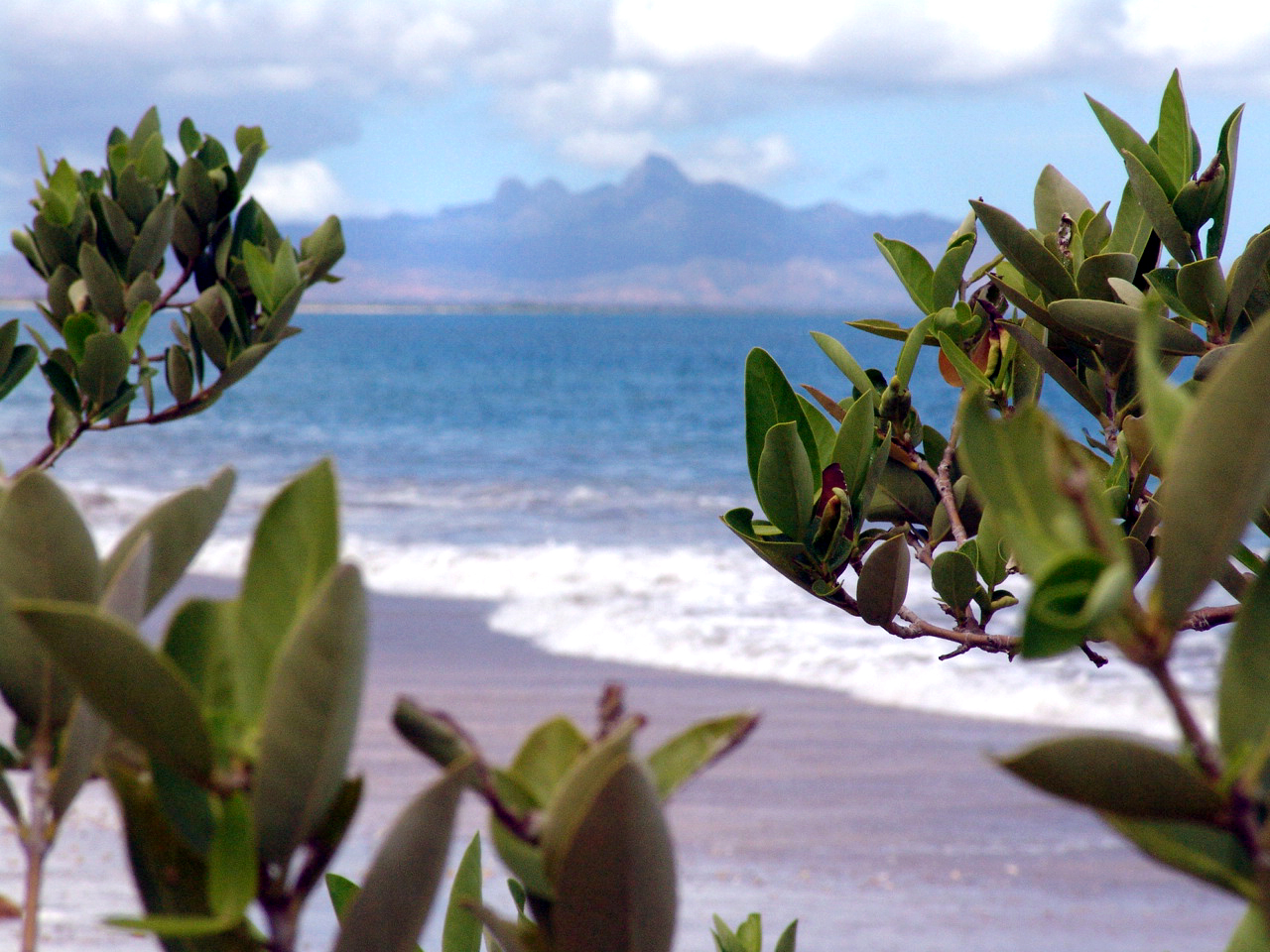
Vista del Cerro desde La Guardia